# Raivavae (comuna)
Raivavae é uma comuna da Polinésia Francesa, no arquipélago das Austrais. Estende-se por uma área de 16 km², com  905 habitantes, segundo os censos de 2007, com uma densidade de 57 hab/km².